# Орёл (бриг, 1824)
«Орёл» — бриг Каспийской флотилии Российской империи, находившийся в составе флота с 1823 по 1833 год. Принимал участие в русско-персидской войне 1826—1828 годов, использовался для оказания поддержки операциям сухопутных войск и участвовал в бомбардировках позиций противника, а во время русско-турецкой войны 1828—1839 годов использовался для доставки продовольствия и подкреплений российской армии на Кавказе. По окончании службы был разобран в Астрахани.

## Описание брига
Парусный бриг с деревянным корпусом, артиллерийское вооружение судна состояло из 12 орудий.

## История службы
Бриг «Орёл» был заложен на стапеле Казанского адмиралтейства в 1823 году и после спуска на воду 13 (25) сентября 1824 года вошёл в состав Каспийской флотилии России.
В кампании 1824 и 1825 годов выходил в плавания в Каспийское море.
Принимал участие в русско-персидской войне 1826—1828 годов, во время которой оказывал помощь русским войскам в составе Каспийской флотилии. 22 августа (3 сентября) 1826 года в районе Апшеронского полуострова отбил ранее захваченное персами русское судно «Авраамий», а также обстрелял находившиеся на берегу неприятельские войска. В сентябре и октябре того же года вёл артиллерийский огонь по находившимся в Бакинской бухте персидским судам, которые в результате обстрела были вынуждены покинуть бухту и уйти в море. В 1827 году использовался в качестве транспорта для доставки провианта в персидские порты.
В течение русско-турецкой войны 1828—1839 годов бриг использовался для доставки продовольствия и пополнений в русскую армию из Астрахани в район устья реки Куры. В кампании 1828 и 1829 годов также ходил к берегам Персии.
В кампании с 1830 по 1832 год также выходил в плавания в Каспийское море, плоть до берегов Персии.
По окончании службы в 1833 году бриг «Орёл» был разобран в Астрахани.

## Командиры брига
Командирами брига «Орёл» в составе Российского императорского флота в разное время служили:
- лейтенант М. А. Генбачев (1824—1826 годы)[9];
- лейтенант А. Н. Ладыженской (1827 годы)[10];
- лейтенант В. Т. Алеников (1828—1832 годы)[7].